# Chiesa di San Lorenzo (Montorio al Vomano)
La chiesa di San Lorenzo è una chiesa privata situata nel comune di Montorio al Vomano nella provincia di Teramo in Abruzzo.
Fa parte della comunità montana Gran Sasso e fu colpita fortemente dal terremoto da cui ha perso parzialmente il campanile e il tetto. 
La chiesa è situata nella frazione San Lorenzo. Ha impianto rettangolare, unito ai locali dell'ex monastero benedettino San Benedetto di Paterno. Il materiale è in laterizio e ciottoli di fiume. L'abside semicircolare della chiesa è la porzione più antica. La facciata è tardo settecentesca a capanna con finestra centrale, e portale semplicemente architravato. 
Vi sono lavori restauro. L'edificio risalirebbe alla fine del Cinquecento.